# Saint-Sauflieu
Saint-Sauflieu (picardisch: Saint-Souillu) ist eine nordfranzösische Gemeinde mit 981 Einwohnern (Stand 1. Januar 2022) im Département Somme in der Region Hauts-de-France. Die Gemeinde liegt im Arrondissement Amiens, ist Mitglied des Gemeindeverbands Amiens Métropole und gehört zum Kanton Ailly-sur-Noye. Die Bewohner werden Sessoliens und Sessoliennes genannt.

## Geographie
Die Gemeinde liegt in der Picardie zwischen den Flüssen Noye und Selle am Rand der Hochfläche im Süden von Amiens an der früheren Route nationale 1, rund 12 Kilometer südlich von Amiens; ihr Gemeindegebiet erstreckt sich im Westen bis über die Autoroute A16 hinaus. Durch die Gemeinde verläuft ein Teilstück des als Chaussée Brunehaut bekannten Straßensystems, das Amiens mit Beauvais verband.
Umgeben wird Saint-Sauflieu von den sechs Nachbargemeinden:
| Plachy-Buyon | Hébécourt                                   | Rumigny  |
| Nampty       | Kompassrose, die auf Nachbargemeinden zeigt |          |
| Ô-de-Selle   |                                             | Oresmaux |

## Geschichte
In Saint-Sauflieu wurden bei Luftbilderkundungen Spuren gallo-römischer Besiedelung gefunden. Der Ortsname wurde mit der Bezeichnung „Saxonum Locus“ in Verbindung gebracht. In der frühen Neuzeit war das Dorf das größte im Süden von Amiens. In der Mitte des 18. Jahrhunderts wurde der Hausierhandel mit Eisenwaren in großem Umfang betrieben. Nach der Französischen Revolution war Saint-Sauflieu kurzzeitig Sitz eines Kantons. Mit 1600 Einwohnern wurde 1836 der höchste Stand erreicht. Die Einwohner arbeiteten vielfach in der Textilindustrie von Amiens. Im Norden der Gemeinde wurde eine Ziegelei errichtet.

## Einwohner
| 1962 | 1968 | 1975 | 1982 | 1990 | 1999 | 2006 | 2013 | 2020 |
| ---- | ---- | ---- | ---- | ---- | ---- | ---- | ---- | ---- |
| 623  | 691  | 770  | 787  | 904  | 901  | 880  | 1000 | 987  |